# Tamás Margl
Tamás Margl (Budapest, 18 giugno 1976) è un ex lunghista e bobbista ungherese, tra i pochissimi sportivi ad aver preso parte sia alle Olimpiadi estive sia alle Olimpiadi invernali.

## Biografia e carriera sportiva
Noto per la sua versatilità, faceva parte della società sportiva Tatabányai SC.
Nel 2001 e 2004 è stato campione nazionale di salto in lungo. Il suo anno più felice in questa disciplina è stato proprio il 2004, che l'ha visto realizzare la  migliore misura personale - 8 metri e 20, a tutt'oggi la terza migliore stabilita da un atleta magiaro - e rappresentare l'Ungheria alle Olimpiadi di Atene, dove però non è riuscito ad arrivare in finale.
Ha partecipato alle Olimpiadi invernali di Torino 2006 gareggiando nel bob a quattro, anche qui senza ottenere medaglie.

## Vita privata
Ha conseguito la laurea in scienze motorie presso l'Università Semmelweis nel 2000, in pieno agonismo; dal 2005 al 2008 ha insegnato educazione fisica in un istituto scolastico di Budapest. Parla ungherese, inglese e arabo.
Nel 2009 si è sposato con la ballerina Zita Karsai. La coppia ha divorziato tre anni più tardi. 